# Django Heinrich Reinhardt
Django Heinrich Reinhardt (* 1962 in Koblenz) ist ein deutscher Musiker (Gesang, Rhythmusgitarre).

## Leben und Wirken
Reinhardt stammt aus einer Musikerfamilie. Wie sein Vater Daweli Reinhardt sind auch seine Brüder als Musiker tätig. Schon mit acht Jahren trat er bei einem Konzert des Roten Kreuzes als Sänger auf. Später musizierte er mit seinen Brüdern und interpretierte Gypsy-Jazz ebenso wie die Songs von Elvis Presley. 2020 veröffentlichte er als Sänger sein Album Zurück zum Swing mit deutschsprachigen Titeln.
Bereits als junger Mensch erlebte er, dass Musik Kulturen zusammenführen und Vorurteile überwinden kann. Dies machte er sich zur eigenen Aufgabe – als Musiker und als engagierter Bürger. Mit seinen Konzerten unterstützte Reinhardt zahlreiche soziale Projekte; in den Jahren bis 2018 hat er mit Benefizkonzerten für Kinderhilfsprojekte der Lottogesellschaft 250.000 Euro eingespielt. Weiterhin gründete er eine „soziale Jobbörse“ für schwer zu vermittelnde Jugendliche oder Sonderschüler. Zudem setzte er sich für die Belange der Roma ein und gründete 1998 den Verein Django Reinhardt Kultur und Beratung mit dem Ziel der Förderung und Unterstützung begabter Musikschüler und Orchester; im Landesverband Deutscher Sinti und Roma in Rheinland-Pfalz war er stellvertretender Vorsitzender. Überdies gründete er die auf gesellschaftliche Integration abzielende Gesellschaft der Sinti und Roma in Europa und engagierte sich in der Lagergemeinschaft Ravensbrück.
Reinhardt erhielt 2012 für sein soziales und kulturelles Engagement die Verdienstmedaille des Landes Rheinland-Pfalz und 2018 als „ein Botschafter für Menschlichkeit und Solidarität“ den Kinderschutzpreis des Deutschen Kinderschutzbundes Rheinland-Pfalz. 2021 wurde er mit dem Bundesverdienstkreuz am Bande für seinen Beitrag zur Erinnerungsarbeit ausgezeichnet.

## Diskographische Hinweise
- Zurück zum Swing (ZYX Music 2020)